# Pupuya
Pupuya (del mapudungún: Pu puya ‘entre puyas’) es una localidad chilena, situada en la Región del Libertador Bernardo O'Higgins. Se ubica a unos 180 kilómetros al suroeste de Santiago, y pertenece administrativamente a la comuna de Navidad, dentro de la provincia Cardenal Caro. Se ubica junto a otras pequeñas localidades del litoral central, como Puertecillo, Navidad, La Boca, Matanzas, Las Vegas de Pupuya, y Las Brisas, todas en las cercanías de la desembocadura del río Rapel en el océano Pacífico.

## Historia
En tiempos precolombinos fue poblada por pequeñas tribus picunches, que dejaron más de algún rastro en sus playas. Esta zona también es rica en arqueología y es posible encontrar restos orgánicos incrustados en piedra.

## Isla de Pupuya
Posee una isla de difícil acceso para el ser humano, que por lo mismo, se ha transformado en un santuario donde pelícanos, lobos marinos y otras frágiles especies han podido anidar sin la presencia de mayores depredadores. En cuanto a especies terrestres, es posible divisar jotes, gaviotas y golondrinas

## Actualidad
Posee servicios urbanos básicos, como caminos pavimentados y de tierra en buen estado, agua potable y electricidad. La telefonía de red fija aún no se ha desarrollado y sólo es posible la comunicación por aparatos móviles o satelitales. Además cuenta con comercio de primera necesidad, posta de auxilios primarios, transporte rural intercomunal y servicio de turismo bastante precario. Últimamente, esta zona ha sido asiduamente visitada por cultores de deportes extremos, así como del surf, windsurf, buceo y ciclismo. Como zona rural, se desarrolla pequeña agricultura y ganadería, que permite un abastecimiento alimentario local mínimo, siendo necesaria la distribución de víveres desde otras regiones.
Los pobladores de Pupuya tienen acceso a educación primaria en escuelas rurales del sector. Sin embargo, para acceder a la enseñanza secundaria es necesario concurrir a establecimientos de Navidad, capital comunal.
Sus atractivos turísticos son sus hermosos paisajes, quebradas, caminos pintorescos, extensas playas de arena gris y extrañas formaciones rocosas, siendo "Los Arcos" las más conocidas del lugar. Según la Gobernación marítima de Pichilemu, sus playas no son aptas para baño.